# Phare de Green Island (Ohio)
Pour les articles homonymes, voir Phare de Green Island.
Le phare de Green Island (en anglais : Green Island Light), est un phare situé à Green Island, sur le lac Érié dans le comté d'Ottawa, Ohio. Abandonné depuis sa désactivation en 1939, il a été remplacé par une tour métallique toujours en activité. L'île est devenue une réserve faunique gérée par l'Ohio Division of Wildlife .

## Historique
L'île Green a attiré l'attention à partir de 1820 lorsque de la célestine, une source de strontium, y a été découverte lors de son arpentage. Le gouvernement des États-Unis a acheté l'île en 1851, et en 1854 le premier phare a été construit, une structure en bois dont aucune image définitive ne subsiste. Cette lumière était équipée d'un système de réflecteur.
Le phare a pris feu le 31 décembre 1863, lors d'une violente tempête au cours de laquelle la température a chuté à moins 25 degrés. Le gardien du phare, Charles Drake, sa femme et sa fille ont été forcés de se réfugier dans une dépendance, enveloppés dans une paire de couettes, après une tentative infructueuse d'éteindre le feu avec des seaux d'eau du lac. Le fils de Drake, Pitt, qui assistait à une fête à Put-in-Bay, a été dissuadé de braver la tempête. Le lendemain, il est allé avec une équipe de sauvetage sur l'île pour trouver rien d'autre que la dépendance et les trois réfugiés ont été retrouvés vivants.
L'année suivante, une nouvelle lumière a été érigée, une résidence de deux étages en calcaire avec une tour carrée appliquée à une extrémité. Plus tard, une petite grange a été ajoutée pour abriter le bétail appartenant au gardien. Les rapports des journaux de bord indiquent qu'un gardien a également maintenu un équipage de lévriers qui a amené ses enfants à travers la glace à l'école en traîneau. En 1889 un hangar à bateaux a été construit au coin nord-est de l'île, et un passage couvert la reliant à la lumière. En 1900, l'exploitation minière sur l'île avait cessé et en 1926, la lumière a été automatisée et la résidence abandonnée.
En 1939, une nouvelle tour en acier, considérablement plus haute que l'ancien phare, a été érigée à l'extrême sud-ouest de l'île. L'ancien phare est devenu en ruine et est entouré par la végétation.

## Description
Le phare actuel  est une tour métallique à claire-voie de 20 m de haut. Il émet, à une hauteur focale de 24 m, une éclat blanc par période de 2.5 secondes.
Identifiant : ARLHS : USA-353 ; USCG : 7-5535 .

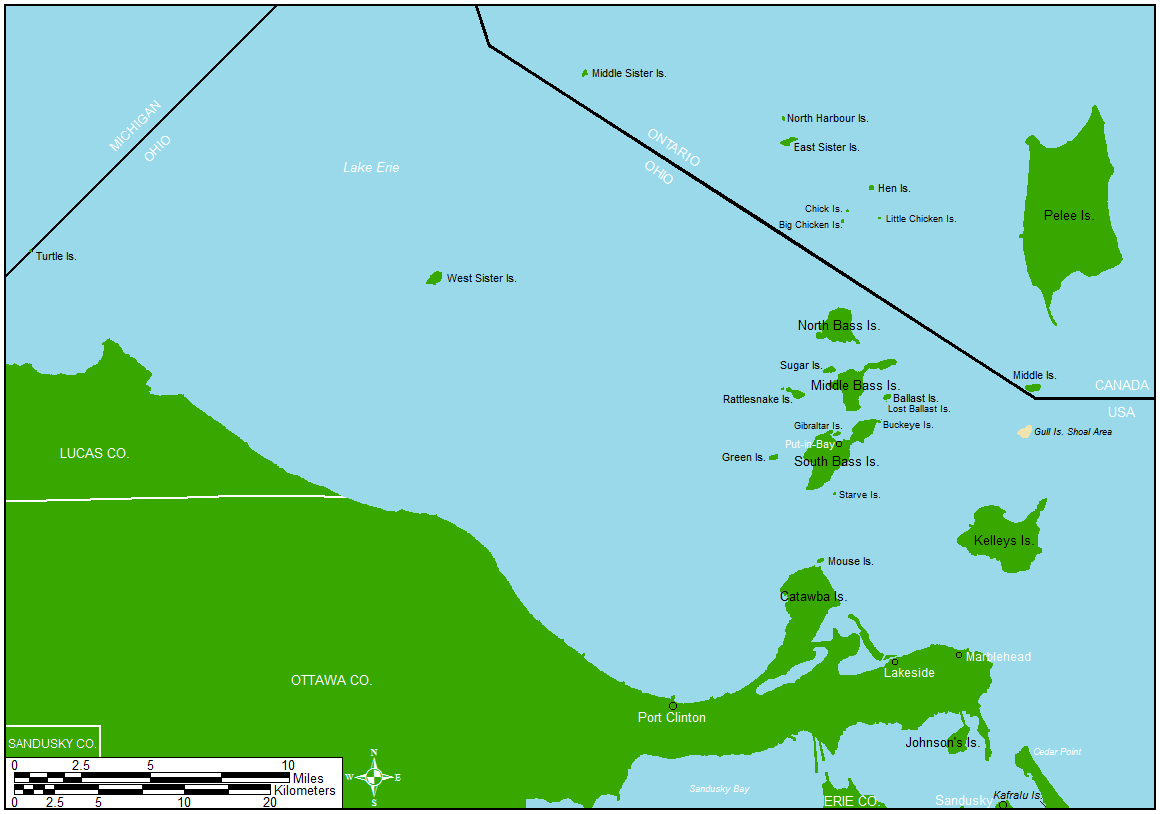
Localisation de Green Island
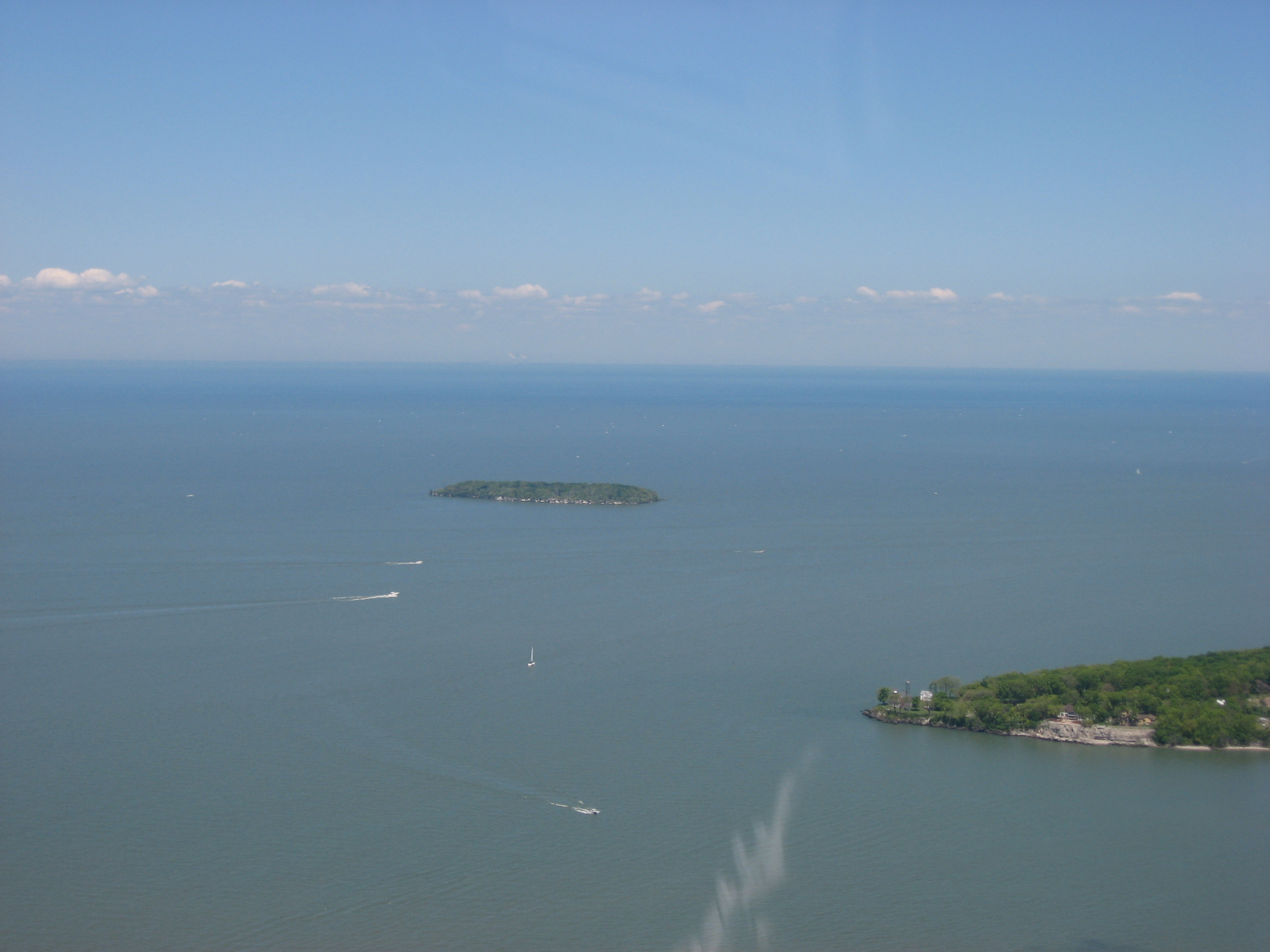
Green Island

### Lien connexe
- Liste des phares de l'Ohio